# Zaburzenia adaptacyjne
Zaburzenia adaptacyjne – zaburzenia psychiczne powstałe pod wpływem trudności z dostosowaniem się do znacząco nowych okoliczności życiowych (np: pójście do szkoły, rodzicielstwo, brak sukcesów osobistych, przejście na emeryturę, utrata obiektu o wartości emocjonalnej): stany stresu, napięcia, niepokoju, przygnębienia i rozstroju emocjonalnego, które w podobnym nasileniu u dorosłych zdrowych jednostek w takich sytuacjach nie występują.
Powstają w okresie adaptacji do znaczących zmian życiowych lub do stresującego wydarzenia życiowego i mogą utrudniać społeczne przystosowanie i efektywne działanie. Stresor może zaburzać integralność społecznego układu odniesienia jednostki (przeżycia związane z separacją) lub szerszego systemu wsparcia społecznego i systemu wartości (np. migracja). Może też stanowić ważny etap rozwoju, czy kryzys rozwojowy.  
Zaburzenia adaptacyjne mogą być bezpośrednią konsekwencją ciężkiego stresu lub sytuacji traumatycznej.
Indywidualne predyspozycje odgrywają ważną rolę w genezie i kształtowaniu objawów, które mogą być różnorodne i obejmują, poczucie:
- niepewności przyszłości, co za tym idzie niemożliwości jej planowania
- bezradności
- przygnębienia
- napięcia emocjonalnego
- rzadko trudności w wykonywaniu codziennych czynności

## Klasyfikacja ICD10
| kod ICD10     | nazwa choroby                                    |
| ------------- | ------------------------------------------------ |
| ICD-10: F43   | Reakcja na ciężki stres i zaburzenia adaptacyjne |
| ICD-10: F43.0 | Ostra reakcja na stres                           |
| ICD-10: F43.1 | Zaburzenie stresowe pourazowe                    |
| ICD-10: F43.2 | Zaburzenia adaptacyjne                           |
| ICD-10: F43.8 | Inne reakcje na ciężki stres                     |
| ICD-10: F43.9 | Reakcja na ciężki stres, nie określona           |